# Греко-турецька дипломатія землетрусів
Гре́ко-туре́цька диплома́тія землетру́сів — покращення відношень та ріст взаємних симпатій населення між Грецією і Туреччиною, що відбулися унаслідок двох землетрусів, що вразили обидві країни в 1999 році. Незважаючи на тривалий період напружених відносин, що передував цим подіям, покращенню відносин сприяли уряди обох держав, чим здивували багатьох іноземних спостерігачів.
Перший з двох землетрусів, Ізмітський землетрус 17 серпня 1999 року силою 7,4 бали за шкалою Ріхтера, сильно пошкодив місто Ізміт та, частково, Стамбул, 17 тис. осіб загинули, а ще 300 тис. залишилися без даху над головою. Грецьке міністерство іноземних справ зв'язалося з турецькою стороною вже через кілька годин після землетрусу із пропозицією допомоги, і того ж дня надіслало першу групу рятувальників. Майже одразу до допомоги підключилися численні громадські та інші недержавні організації. Так, багато допомоги було надіслано союзами грецьких міст. Грецька допомога була тепло сприйнята турецькою пресою, що писала про «часи дружби», «дружні руки в чорні дні», добру організацію допомоги та її великі обсяги. Також покращилося й відношення населень обох країн одне до одного, чим пізніше скористалися й уряди.
Менш ніж через місяць після землетрусу в Ізміті, 7 вересня 1999 року, новий землетрус силою 5,9 балів відбувся вже у передмістях Афін. В результаті нього загинуло 143 особи, 12 тис. було поранено, а велика кількість залишилася без даху над головою. Незважаючи на відносно невелике число жертв, економічний збиток був дуже великим. Туреччина відповіла на цей землетрус також значною допомогою. Турецька допомога у вигляді рятувальників також прибула першою, вже через 13 годин після землетрусу, а ще одна група — ще через кілька годин. Багато турків пропонували істотну допомогу, у тому числі погоджувалися стати донорами крові.